# Олександр Парчевський (архітектор)
Олександр Парчевський (пол. Aleksander Parczewski; нар. 5 червня 1884, Вільно -?) — польсько-литовський архітектор та інженер, співробітник і компаньйон Вацлава Міхневича.

## Біографія
Уродженець Вільно, у 1904—1910 роках здобув архітектурну освіту у Ризькому політехнічному інституті (нині Ризький технічний університет). Завершив освіту в Краківській Академії мистецтв (1906).

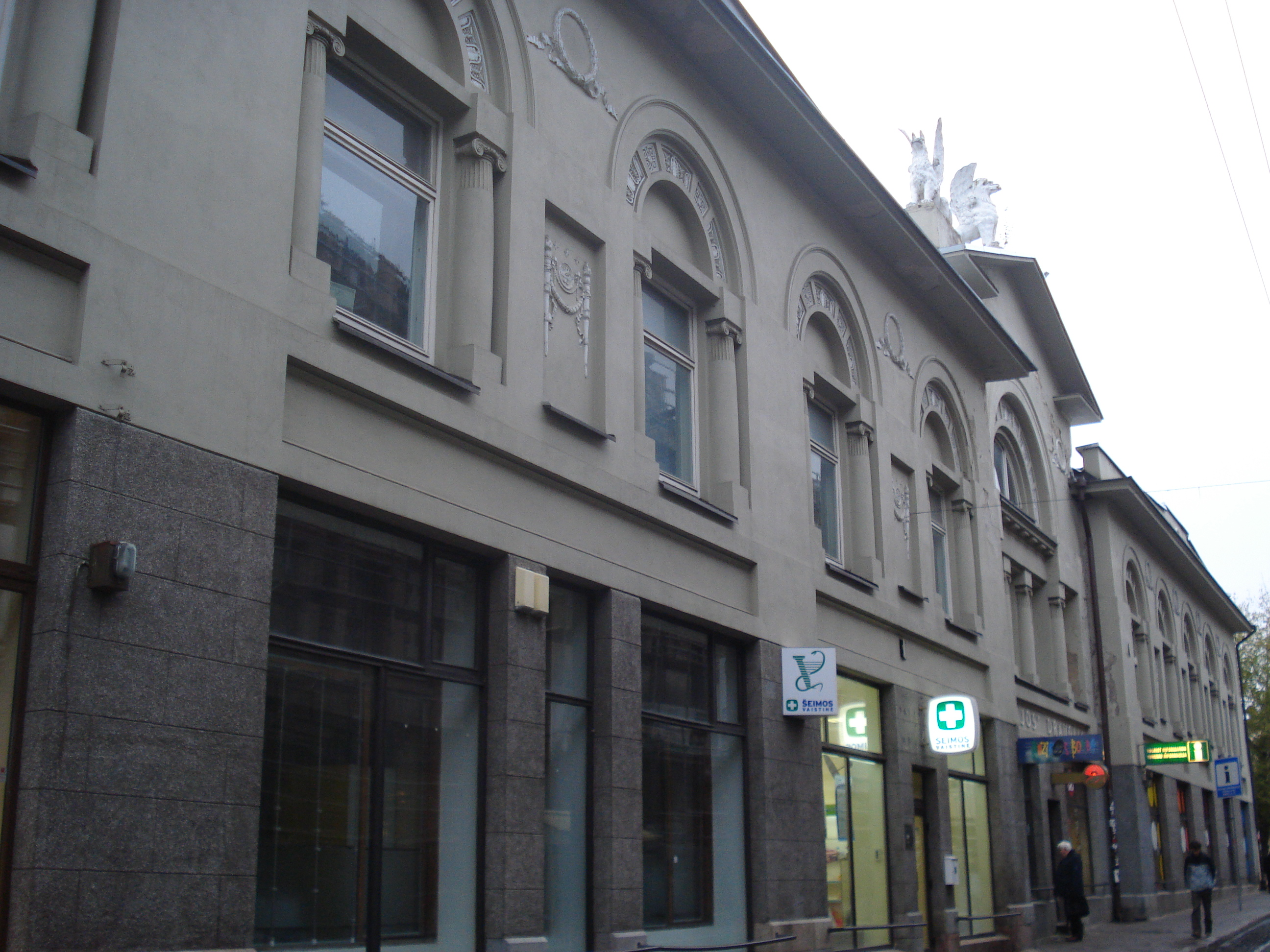
«Будинок з левами»

Проектував будівлі колонії на Расу (1911) і дитячого притулку. Автор проекту будівлі Благодійного товариства на Віленської вулиці в стилі неокласицизму з елементами неоренесансних архітектурних форм — так званий «будинок з левами» — будівля з залою і торговельними приміщеннями (1911). Вікна головного фасаду двоповерхової будівлі обрамляють напівколони та архівольти. У центрі височіє фронтон з трьома скульптурами, що зображають крилатих левів — грифонів. Деякий час саме в цій будівлі працювало приватне будівельно-архітектурне бюро Вацлава Міхневича та Олександра Парчевського «Architekt» (1912-1914, розміщувалося пізніше на Лукішках, нині Lukiškių g. 4—1). Під час Другої світової війни будівля згоріла і згодом була відновлена. У ній розміщувалося товариство «Знання» («Žinijos draugija»), аптека, туристичний інформаційний центр (нині Vilniaus turizmo informacijos centras Vilniaus g. 22).

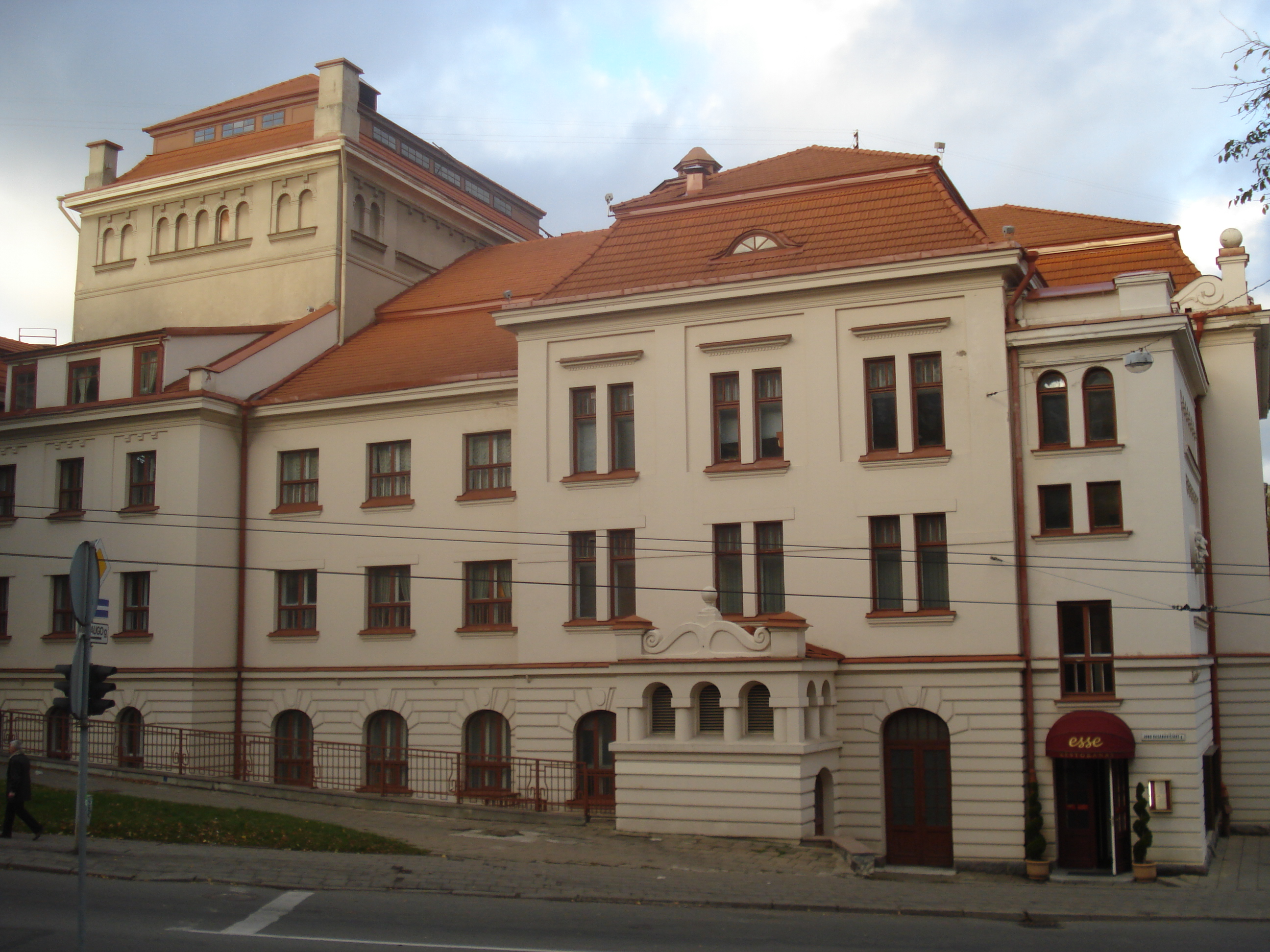
Театр на Погулянці

Спільно з Вацлавом Міхневичем створив проект Театру на Погулянці (1912-1913), нині Російський драматичний театр Литви (вулиця Йоно Басанавічяуса, J. Basanavičiaus g. 13).